# Nahitan Nández
Nahitan Michel Nández Acosta (født 28. december 1995 i Punta del Este, Uruguay), er en uruguayansk fodboldspiller (midtbane), der spiller for Cagliari Calcio.

## Klubkarriere
Nández repræsenterede som ungdomspiller Montevideo-storklubben Peñarol, og denne klub blev også hans første på seniorniveau. Han spillede for klubben de følgende fire år, og var med til at vinde to uruguayanske mesterskaber, før han skiftede til Boca Juniors i Argentina.

## Landshold
For Uruguays landshold står Nández (pr. juni 2018) noteret for 11 kampe. Han debuterede for holdet 8. september 2015 i en venskabskamp mod Costa Rica. Han blev udtaget til sin første slutrunde for landet da han var med i truppen til VM 2018 i Rusland.